# Hans Langsdorff
Hans Wilhelm Langsdorff (Bergen auf Rügen, 20 marzo 1894 – Buenos Aires, 20 dicembre 1939) è stato un militare tedesco.
Il suo nome è legato all'incrociatore pesante Admiral Graf Spee, del quale fu il comandante con il grado di Kapitän zur See (capitano di vascello) all'inizio della seconda guerra mondiale.

## Carriera
Langsdorff nacque a Bergen sull'isola di Rügen nel 1894. Nel 1898 i Langsdorff si trasferirono a Düsseldorf, divenendo vicini di casa della famiglia del Conte (Graf) Maximilian von Spee. Questi nel 1914 divenne un eroe della marina tedesca nella battaglia delle Isole Falkland (1914). Ispirato dal prestigio e dall'onore del suo vicino di casa, nel 1912 Langsdorff si iscrisse all'Accademia Navale di Kiel, nonostante l'opposizione della propria famiglia. Nel corso della prima guerra mondiale Langsdorff fu insignito dapprima della Croce di Ferro di seconda classe nel 1916 in seguito alla battaglia dello Jutland e alla fine del conflitto della Croce di Ferro di prima classe.
Nel 1923, a Dresda, Langsdorff conobbe Ruth Hager. I due si sposarono nel marzo del 1924 e il 14 dicembre dello stesso anno Ruth diede alla luce Johann Langsdorff.
Nell'ottobre del 1925 Hans venne inviato al Ministero della Difesa, con il compito di coordinare le relazioni fra marina ed esercito. Nel 1927 venne posto a comando di una flottiglia di torpediniere e nell'aprile del 1930 venne promosso capitano di corvetta. Nel 1931 venne richiamato a Berlino, in virtù delle sue riconosciute e apprezzate capacità amministrative e organizzative.
Nel 1936 e nel 1937, sotto il comando dell'ammiraglio Bohen, Langsdorff fece parte dell'equipaggio dell'incrociatore pesante Admiral Graf Spee, in supporto al fronte Nazionalista durante la Guerra civile spagnola.
Il 1º gennaio 1937 Langsdorff venne promosso capitano di vascello. Nell'ottobre del 1938 gli fu affidato il comando della Admiral Graf Spee.
Il 21 agosto 1939 la Admiral Graf Spee salpò dal porto di Wilhelmshaven verso il sud dell'oceano Atlantico; di lì a pochi giorni sarebbe scoppiata la seconda guerra mondiale (1º settembre 1939, invasione della Polonia da parte della Germania). L'obiettivo della Graf Spee era intercettare e affondare navi commerciali nemiche. Nelle prime tre settimane di guerra la nave rimase in mare aperto a est delle coste del Brasile. Il 20 settembre 1939 venne ordinato alla Admiral Graf Spee di entrare in azione. Il 30 settembre la Admiral Graf Spee affondò il mercantile inglese Clement, al largo delle coste del Brasile; una settimana dopo vennero affondate la Ashlea e la Newton Beech, il 17 ottobre la Huntsman e cinque giorni più tardi la Trevanion.
Nel mese di ottobre l'incrociatore pesante tedesco abbandonò l'oceano Atlantico per dirigersi verso l'oceano Indiano, al fine di fare perdere le proprie tracce e alla ricerca di nuovi territori di caccia. Il 15 novembre affondò la petroliera inglese Africa Shell al largo delle coste del Mozambico, dopodiché fece nuovamente rotta nell'Atlantico dove, il 2 dicembre, affondò il mercantile Doric Star al largo delle coste dell'Africa occidentale.
Dopo il rientro nell'Atlantico l'Admiral Graf Spee fece rotta verso le coste del Sudamerica, alla ricerca di navi nel tratto di mare di fronte alla foce del Rio de la Plata: il 3 dicembre venne affondato il mercantile Tairoa.
Il 7 dicembre la Admiral Graf Spee fece la sua ultima vittima, il piroscafo Streonshalh, portando così il totale delle navi affondate a nove, per complessive 50.147 tonnellate di stazza lorda.
Nelle sue azioni di guerra Langsdorff si attenne alla Convenzione dell'Aia, cercando di evitare di fare vittime; l'equipaggio dei mercantili venne sempre messo in salvo prima che questi fossero affondati. Il comportamento estremamente umano di Langsdorff gli fece guadagnare il rispetto di tutti gli equipaggi delle navi da lui affondate.

## Battaglia del Río de la Plata
La battaglia del Río de la Plata, avvenuta il 13 dicembre 1939, fu la prima grande battaglia navale della seconda guerra mondiale. L'incrociatore pesante tedesco Admiral Graf Spee venne ingaggiato da tre incrociatori della Royal Navy, i quali, dopo uno scontro a fuoco nel quale tutte le unità coinvolte furono colpite e danneggiate, lo costrinsero a rifugiarsi nel porto neutrale di Montevideo il 14 dicembre.
Il 14 dicembre il Ministro degli esteri uruguaiano Alberto Guani ricevette il Ministro inglese Eugen Millington-Drake e l'ambasciatore francese Gentil, i quali congiuntamente invocarono l'applicazione della convenzione dell'Aia; il politico sudamericano, pur riconoscendo la legittimità della richiesta, rispose che aveva già provveduto a inviare una squadra di periti a bordo dell'Admiral Graf Spee per valutarne le condizioni e, alle ore 19:00 dello stesso giorno, ne ricevette il rapporto che statuiva, viste le due falle nella parte prodiera, la probabile difficoltà della navigazione in acque agitate per l'incrociatore tedesco; visto il rapporto il Governo uruguaiano decise, con un decreto predatato al 15 dicembre, che alla nave sarebbe stato accordato un permesso di 72 ore, a partire dalle ore 20:00 del 14 dicembre, che sarebbe scaduto alle ore 20:00 del 17 dicembre.
Il 16 dicembre alle ore 17:07 Langsdorff ricevette da Berlino il seguente ordine: "Nessun disarmo della nave e nessun internamento dell'equipaggio dovrà essere consentito; uscite da Montevideo e cercate di raggiungere Buenos Aires, combattendo sul Río de la Plata se necessario. Qualora ne foste assolutamente costretto, affondate la nave assicurandone la distruzione totale".
Il capitano Langsdorff prese alcune ore per riflettere sulla situazione e, mentre il commodoro Harwood veniva nominato Commendatore dell'Ordine del Bagno e promosso contrammiraglio, egli fece ritorno a bordo dell'Admiral Graf Spee alle ore 04:00 del 17 dicembre, comunicando agli ufficiali che si trovavano in attesa la sua decisione: avrebbe autoaffondato la nave nell'estuario del Río de la Plata, considerando un inutile sacrificio di vite umane il tentativo di forzare il blocco per tentare di fare ritorno in Germania o di raggiungere Buenos Aires.
L'equipaggio della Graf Spee venne trasferito sul mercantile tedesco Tacoma che si diresse verso Buenos Aires, dove si riteneva che l'ambiente sarebbe stato più amichevole di quello incontrato a Montevideo.
All'alba del 17 dicembre l'Admiral Graf Spee prese il mare e il personale incaricato della distruzione cominciò la sua opera che venne ultimata intorno alle ore 12:00. L'ultima imbarcazione, con a bordo il comandante tedesco, si allontanò dalla corazzata alle ore 20:00 e pochi minuti dopo, mentre gli incrociatori alleati si erano avvicinati per contrastare l'eventuale sortita della nave tedesca, le cariche cominciarono a esplodere facendola affondare avvolta dalle fiamme.

## Suicidio
Giunto nella capitale argentina il capitano Langsdorff, dopo avere esaurito le formalità con le autorità locali, tenne un breve discorso e, congedatosi dai suoi ufficiali, il 20 dicembre 1939 si ritirò in una stanza di albergo dove, con la bandiera della Marina Imperiale tedesca avvolta sulle spalle, si suicidò con un colpo di pistola. Lasciò una lettera indirizzata al barone von Therman, ambasciatore tedesco a Buenos Aires, in cui assumeva su di sé ogni responsabilità per l'accaduto.

## Parentela
Era cugino di Alexander Langsdorff.